# Мангупский кадылык
Мангупский кадылык — упразднённая административно-территориальная единица в Крыму. Входила в состав Кефинского санджака в 1475—1558 (позже, в 1558—1774 — Кефинского эялета) Османской империи и Бахчисарайского каймаканства (1774—1783) Крымского ханства.

## В Османской империи
Кадылык был образован в 1475 году, после завоевания Османами Генуэзского владения — капитанство Готия и княжества Феодоро, по мнению историков, в их границах. Согдасно податным данным 1529 года в кадылыке было около 10 тысяч жителей.
По налоговым ведомостям 1634 года и «Османскому реестру земельных владений Южного Крыма 1680-х годов» в кадылык Мангуб входили крепости Мангуб и Балыклава и свыше 75 селений и их отдельных частей-махале (некоторые махале сейчас известны, как сёла, некоторые идентифицировать не удалось, как и часть селений), в 50 из которых проживали немусульмане, всего 958 семейств.

| - Йени кой - Коджа-саласы - Фуд-саласы - Кюрдлер - Карлы - Адым-чокрагы - Йени-Сала - Йанджо - Коклос - Маркуру - Папас Дегирмени - Гёкгёз или Папайалныз - Бюйюк-Озенбашы - Махалле Кючюк-Озенбашы - Бахадыр - Махалле Махадыр - Татар Осман - Гаври - Айо-Йорги - Бюйюк Сейюрен - Кючюк Сейюрен - Кара-Илйас - Хасан-Мирза - Дегирменли - Черкес-Кирман - Отар-Саласы | - Камышлы - Учкуйу - Акйар - Ин-Кирман - Тимури или Кады кой - Карану - Камара - Чургуна - Алчо или Алсу - Уппи - Махалле Алпу - Махалле Шулу и Фелавез - Айо-Тодор - Угры-куста - Толи - Бага - Мускомйа-и Кебир - Мускомйа-и Сагир - Махалле Варентика - Байдар - Махалле Кайто - Махалле Сахтик - Искеле - Календи - Саватка | - Узундже - Сторе - Ласпи - Форос - Бегшадка - Кикениз - Симеиз - Хас-петре - Ин-кастра - Мисихор - Лимане - Агутке - Михалатка - Йалыта - Дере кой - Магараш - Марсанда - Сиките - Партенид - Гурзуф - Кызылташ - Дегирмен - Ланбад-Сагир - Ланбад-Кебир - Алубка |

Побывавший в Крыму в 1753 году французский посланник Пейсонель (фр. Peyssonel) сообщал, что Мангупу на тот год были подчинены 74 деревни.

## В Крымском ханстве
После обретения ханством независимости по Кючук-Кайнарджийскому мирному договору 1774 года «повелительным актом» Шагин-Гирея 1775 года кадылык был включён в состав Бахчисарайского каймаканства Крымского ханства, при этом, по сообщению Петра Палласа в труде «Наблюдения, сделанные во время путешествия по южным наместничествам Русского государства в 1793—1794 годах», «шестнадцать деревень, вместе с жидовским городом были вспоследствии Шагин-Гирей-ханом также присчитаны к кадылыку»: Истиля, Кувуш, Авчи-кой, Улу-Сала, Бага-Сала, Мачи-Сала, Керменчик, Лака, Шюрю, Улакли, Менгуш, Беш-Эво, Буюк-Еникой, Кучук-Еникой, Аян, Майрум, Джуфут-Кале. Согласно Камеральному Описанию Крыма… 1784 года включал собственно Мангуп и 96 поселений, при этом некоторые из них представляли собой кварталы-маале больших селений. Часть деревень, с сильно искажёнными названиями, идентифицировать пока не удалось, хотя исследователями проведена большая работа по сопоставлению названий Камерального Описания с современными.
- Узенбаш
- Другой Узенбаш
- Третий Узенбаш
- Кучук Узенбаш
- Другой Кучук Узенбаш
- Багатыр
- Татар Осман
- Гаврыл
- Другой Гаврыл
- Макалдыр
- Янчу
- Другой Янчу
- Еннсала
- Другой Енисале
- Кокос
- Другой Кокос
- Феттах Сала
- Другой Феттах Сала
- Третий Феттах Сала
- Четвертый Феттах Сала
- Форос
- Мешатке
- Михалатка
- Кучук-киой
- Эль Мана
- Кикенеиз
- Семеиз
- Алыпка
- Гаспура
- Аутка
- Никита
- Кизылташ
- Сыгыр Ламбат
- Дегирмен
- Другой Дегирмен
- Третий Дегирмен
- Мускур
- Зор ис
- Ялт
- Дерескиой
- Гурзав
- Барнит
- Бьюк Ламбат
- Другой Ламбат
- Маркур
- Другой Маркур
- Третей Маркур
- Карло
- Другой Карло
- Гюк Гюс
- Другой Гюк Гюс
- Третей Гюк Гюс
- Аируги
- Другой Аируги
- Отарджик
- Тжедире
- Кады
- Другой Кады
- Каранне
- Акъяр
- Инкирман
- Каяту
- Скеле
- Байдар
- Другой Байдар
- Сагыр Мускумья
- Багат
- Саватка
- Календер (Календе)
- Бьюк Мускумья
- Уркюста
- Сахтек
- Узенжи
- Черкезман (Черкез Керман).
- Отар
- Зал Ага
- Кара-Ильяс
- Отар
- Вакывджик
- Кюкей Акай
- Сарпай
- Юкары-Ильяс
- Коджа Сала
- Азым Чокрак
- Джургани
- Другой Джургани
- Айтодор
- Учкюю
- Акчага
- Шилле
- Другой Шилле
- Узень Башчик
- Авлы
- Варнитка
- Камышлы
- Балаклава

После присоединения Крыма к России (8) 19 апреля 1783 года, (8) 19 февраля 1784 года, именным указом Екатерины II сенату, на территории бывшего Крымского Ханства была образована Таврическая область и деревни были приписаны к Симферопольскому уезду, а после создания 8 (20) октября 1802 года Таврической губернии селения кадылыка включили в состав Махульдурской и Алуштинской волостей.